# Alice Krige
Alice Maud Krige (Upington, 28 de junio de 1954) es una actriz de teatro, cine y televisión sudafricana.

## Primeros años
Krige nació en Upington, Sudáfrica. Su padre, Louis Krige, trabajaba como médico. Posteriormente, su familia se trasladó a Puerto Elizabeth, donde Krige creció en lo que ella describe como «una familia muy feliz».
Krige asistió a la Rhodes University en Grahamstown, Sudáfrica, donde se graduó en 1975 con una licenciatura en Psicología y Literatura, con la firme intención de seguir los pasos de su madre, Pat, una psicóloga clínica. Sin embargo, para la asignatura de libre elección, Krige escogió inscribirse en arte dramático. Dicha experiencia alteraría para siempre los planes de Krige, quien acabó por licenciarse en Rhodes con un título de honor en arte dramático, se mudó a Londres e inició una carrera completamente diferente. Tal como lo explica la misma Krige: «Me metí de lleno en la interpretación y ésta se apoderó de mi vida... fue una auténtica llamada en mi vida, una que me absorbió por completo».
Al llegar a Inglaterra, Krige asistió a la Central School of Speech and Drama de la ciudad de Londres, donde estudió durante tres años.

## Carrera

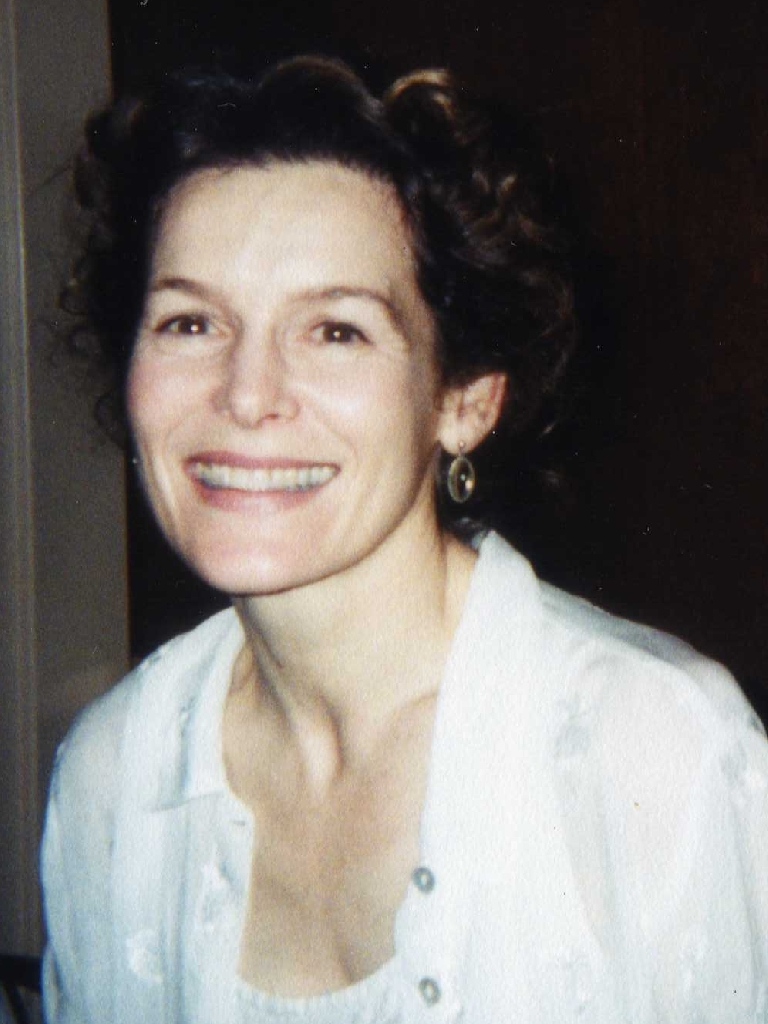
Krige en la premier de Star Trek.

Su primera oportunidad profesional en la televisión se presentó cuando en 1979  obtuvo un pequeño papel en la serie de la BBC Play for Today. En 1980, Krige realizó su debut cinematográfico interpretando a Sybil Gordon en la película Chariots of Fire, que se estrenó en 1981. Posteriormente intervino en la adaptación televisiva de 1980 de la novela de Charles Dickens Historia de dos ciudades, a la que le siguió su memorable papel en la película de 1981 Ghost Story. Ese mismo año, Krige debutó en la producción teatral Arms and the Man basada en la obra de George Bernard Shaw, que le valió el premio Plays & Players y el Laurence Olivier. Durante este período de éxito temprano en la escena teatral, Krige se unió a la Royal Shakespeare Company, donde interpretó las obras La fierecilla domada, El rey Lear y Cyrano de Bergerac. 
Tras un período en la RSC, Krige volvió a trabajar en cine y televisión. Su carrera podría describirse como una mezcla ecléctica de ambos medios. Entre sus variados créditos cinematográficos se incluyen: El rey David (1985), Barfly (1987), Haunted Summer (1988), Cody Name: Chaos (1988) y See You in the Morning (1989). Entre sus créditos en televisión se incluyen las miniseries aclamadas por la crítica: Ellis Island (1984) y Wallenberg: A Hero's Story (1985).
Este mismo eclecticismo se prolongó durante la década de 1990, durante la cual, Krige continuó trabajando en una miríada de proyectos independientes y de los grandes estudios a través de todo el mundo, entre los que se destaca la película Star Trek: First Contact de 1996, que le valió a Krige un Premio Saturn en 1997 por su papel de la Reina Borg.
En la década siguiente, Krige continuó desarrollando su prolífica carrera "a ambos lados del charco" con papeles destacados como el de la madama del burdel Madie, que interpretó durante una temporada en la premiada serie de HBO Deadwood; y la aclamada miniserie de la BBC The Line of Beauty, basada en la novela homónima ganadora del Premio Booker.
Entre sus créditos cinematográficos más recientes se encuentran: la película de suspenso de Sony Silent Hill; Lonely Hearts, protagonizada por John Travolta, James Gandolfini y Jared Leto, que se estrenó en el Festival de cine de Tribeca de 2006, y los papeles protagónicos en el largometraje The Contract, junto con Morgan Freeman y John Cusack (dirigido por Bruce Beresford), la película producida por Dimension Stay Alive y la película iniciática independiente Ten Inch Hero.

## Vida personal
Alice  Krige se casó con el escritor y director Paul Schoolman en 1988.

## Filmografía

### Cine
| Año  | Título                                         | Rol                     | Notas                    |
| ---- | ---------------------------------------------- | ----------------------- | ------------------------ |
| 1976 | Vergeet My Nie                                 | Welma de Villiers       |                          |
| 1980 | A Tale of Two Cities                           | Lucie Manette           | Película para televisión |
| 1981 | Chariots of Fire                               | Sybil Gordon            |                          |
| 1981 | Ghost Story                                    | Eva Galli / Alma Mobley |                          |
| 1983 | Arms and the Man                               | Raina                   | Película para televisión |
| 1985 | El rey David                                   | Betsabé                 |                          |
| 1985 | Wallenberg: A Hero's Story                     | Baronesa Lisl Kemeny    | Película para televisión |
| 1986 | Second Serve                                   | Gwen                    | Película para televisión |
| 1987 | Barfly                                         | Tully Sorenson          |                          |
| 1988 | Haunted Summer                                 | Mary Shelley            |                          |
| 1988 | Baja Oklahoma                                  | Patsy Cline             | Película para televisión |
| 1989 | Amores compartidos                             | Bet Goodwin             |                          |
| 1990 | Max & Helen                                    | Helen Weiss             | Película para televisión |
| 1991 | L'Amérique en otage                            | Parveneh Limbert        | Película para televisión |
| 1992 | Sleepwalkers                                   | Mary Brady              |                          |
| 1992 | Spies Inc.                                     | Isabelle                |                          |
| 1992 | Ladykiller                                     | May Packard             | Película para televisión |
| 1993 | Judgment Day: The John List Story              | Jean Syfert             | Película para televisión |
| 1993 | Double Deception                               | Pamela Sparrow          | Película para televisión |
| 1993 | Jack Reed: Bajo sospecha                       | Joan Anatole            | Película para televisión |
| 1994 | Sea Beggars                                    | Novia                   | Cortometraje             |
| 1994 | Sharpe's Honour                                | La Marquesa             | Película para televisión |
| 1995 | Institute Benjamenta                           | Lisa Benjamenta         |                          |
| 1995 | José                                           | Raquel                  | Película para televisión |
| 1995 | Donor Unknown                                  | Alice Stillman          | Película para televisión |
| 1995 | The Devil's Advocate                           | Alessandra Locatelli    | Película para televisión |
| 1996 | Star Trek: First Contact                       | Reina Borg              |                          |
| 1996 | Amanda                                         | Audrey Farnsworth       |                          |
| 1996 | Hidden in America                              | Dee                     | Película para televisión |
| 1997 | Habitat                                        | Clarissa Symes          |                          |
| 1997 | Twilight of the Ice Nymphs                     | Zephyr Eccles           |                          |
| 1997 | Indefensible: The Truth About Edward Brannigan | Rebecca Daly            | Película para televisión |
| 1998 | The Commissioner                               | Isabelle Morton         |                          |
| 1999 | Molokai: The Story of Father Damien            | Mariana Cope            |                          |
| 1999 | Deep in My Heart                               | Annalise Jurgenson      | Película para televisión |
| 1999 | In the Company of Spies                        | Sarah Gold              | Película para televisión |
| 2000 | El pequeño vampiro                             | Freda Sackville-Bagg    |                          |
| 2000 | The Calling                                    | Elizabeth Plummer       |                          |
| 2001 | Superstición                                   | Mirella Cenci           |                          |
| 2001 | Vallen                                         | Monique                 |                          |
| 2002 | Reign of Fire                                  | Karen Abercromby        |                          |
| 2003 | The Death and Life of Nancy Eaton              | Snubby Eaton            | Película para televisión |
| 2004 | Star Trek: The Experience - Borg Invasion 4D   | Reina Borg              | Cortometraje             |
| 2004 | Shadow of Fear                                 | Margie Henderson        |                          |
| 2004 | The Mystery of Natalie Wood                    | María Gurdin            | Película para televisión |
| 2005 | Dynasty: The Making of a Guilty Pleasure       | Joan Collins            | Película para televisión |
| 2006 | Stay Alive                                     | El autor                |                          |
| 2006 | Terror en Silent Hill                          | Christabella LaRoache   |                          |
| 2006 | Lonely Hearts                                  | Janet Long              |                          |
| 2006 | The Contract                                   | Agente Gwen Miles       |                          |
| 2007 | Ten Inch Hero                                  | Zo                      |                          |
| 2007 | Persuasión                                     | Lady Russell            |                          |
| 2008 | Skin                                           | Sannie Laing            |                          |
| 2008 | The Betrayed                                   | Falco                   |                          |
| 2009 | Solomon Kane                                   | Katherine Crowthorn     |                          |
| 2010 | El aprendiz de brujo                           | Morgana le Fay          |                          |
| 2011 | Will                                           | Hermana Carmel          |                          |
| 2011 | Page Eight                                     | Emma Baron              | Película para televisión |
| 2012 | Jail Caesar                                    | Capitán Pirata          | También productora       |
| 2013 | Thor: El Mundo Oscuro                          | Eir                     |                          |
| 2017 | A Christmas Prince                             | Reina Helena            |                          |
| 2018 | A Christmas Princeː The Royal Wedding          | Reina Helena            |                          |
| 2019 | A Christmas Prince: The Royal Baby             | Ex-Reina Helena         |                          |
| 2020 | Gretel and Hansel                              | Holda                   |                          |
| 2021 | Texas Chainsaw Massacre                        | Sra. Mc                 |                          |
| 2021 | She Will                                       | Veronica Ghent          |                          |

### Televisión
| Año         | Título                       | Rol                    | Notas                               |
| ----------- | ---------------------------- | ---------------------- | ----------------------------------- |
| 1980        | BBC2 Playhouse               | -                      | Episodio: "The Happy Autumn Fields" |
| 1982        | Los profesionales            | Diana Molner           | Episodio: "Operation Susie"         |
| 1984        | Ellis Island                 | Bridget O'Donnell      | Miniserie                           |
| 1985        | Murder, She Wrote            | Nita Cochran           | Episodio: "Murder in the Afternoon" |
| 1986        | Dream West                   | Jessie Benton Fremont  | Miniserie                           |
| 1991        | Strauss Dynasty              | Olga                   | Miniserie                           |
| 1991        | The Hidden Room              | Jennifer               | Episodio: "Dream Child"             |
| 1992        | Beverly Hills, 90210         | Anne Berrisford        | Episodio: "Wild Horses"             |
| 1993        | Scarlet and Black            | Madame de Renal        | Miniserie                           |
| 1998        | Close Relations              | Louise                 | Miniserie                           |
| 1998        | Welcome to Paradox           | Aura Mendoza           | Episodio: "Acute Triangle"          |
| 1999        | Becker                       | Dr. Sandra Rush        | Episodio: "Activate Your Choices"   |
| 2001        | Atila, rey de los hunos      | Gala Placidia          | Miniserie                           |
| 2001        | Star Trek: Voyager           | Reina Borg             | Episodio: "Endgame"                 |
| 2002        | A dos metros bajo tierra     | Alma                   | 2 episodios                         |
| 2002        | Dinotopia                    | Rosemary Waldo         | Miniserie                           |
| 2003        | Hijos de Dune                | Señora Jessica         | Miniserie                           |
| 2003 - 2004 | Threat Matrix                | Senadora Lily Randolph | 2 episodios                         |
| 2005        | Deadwood                     | Maddie                 | 5 episodios                         |
| 2006        | Law & Order: Criminal Intent | Gillian Booth          | Episodio: "Dramma Giocoso"          |
| 2006        | The Line of Beauty           | Rachel Fedden          | Miniserie                           |
| 2006        | Los 4400                     | Sarah                  | 2 episodios                         |
| 2007        | Heroes and Villains          | Letizia                | Episodio: "Napoleón"                |
| 2008        | Dirty Sexy Money             | Juez Alexis Wyeth      | Episodio: "The Family Lawyer"       |
| 2009        | Midsomer Murders             | Jenny Frazer           | Episodio: "Secrets and Spies"       |
| 2011        | Waking the Dead              | Karen Harding          | 2 episodios                         |
| 2011        | Spooks                       | Elena Gavrik           | 6 episodios                         |
| 2014        | Tyrant                       | Amira Al Fayeed        |                                     |
| 2014        | NCIS                         | Margaret Clark         | Episodio: "So It Goes"              |
| 2015        | The Syndicate                | Señora Hazelwood       |                                     |
| 2015        | Partners in Crime            | Rita Vandemeyer        |                                     |
| 2016        | OA                           | Madre de OA            |                                     |